# Брюнет (музика)
Брюнѐт (на френски: brunette, умал. от brune, черноока, мургава) е вид френска любовна песен, която се изпълнява на един или повече гласа. Има пасторален сюжет и е била широко разпространена през 17 век във Франция. През 18 век става популярна в цяла Европа и намира място в творчеството на много композитори. Жан-Филип Рамо я използва доста често в своите опери, като при него най-ясно е изразена мелодичната линия. Брюнетът носи понякога фалшива простота и наивност, често весела шеговитост, която го доближава до водевила, а понякога и сантиментална сладникавост.